# Podanotum salaeides
Podanotum salaeides is een vlinder uit de familie van de Lycaenidae. De wetenschappelijke naam van de soort werd als Thecla salaeides in 1921 gepubliceerd door Max Wilhelm Karl Draudt.